# 张之政
张之政（1964年1月—），中华人民共和国政治人物，中国共产党党员，四川攀枝花人，生於雲南南華。第十三届全国人民代表大会云南省代表。曾任中共临沧市委书记。

## 生平
2018年，张之政被选为云南省出席第十三届全国人民代表大会代表，任期5年。2017年1月，履新臨滄市，擔任中共臨滄市委副書記、市人民政府黨組書記、代市長。2017年2月正式擔任市長。2021年11月，接替杨浩东，升任中共臨滄市委書記。2024年卸任临沧市委书记，转任云南省人民政府参事。